# Donna Fargo
Donna Fargo, née à Mount Airy le 10 novembre 1945, est une chanteuse de country pop américaine. 